# Chilobunus spinosus
Chilobunus spinosus is een hooiwagen uit de familie Triaenonychidae.